# آماس جنسی

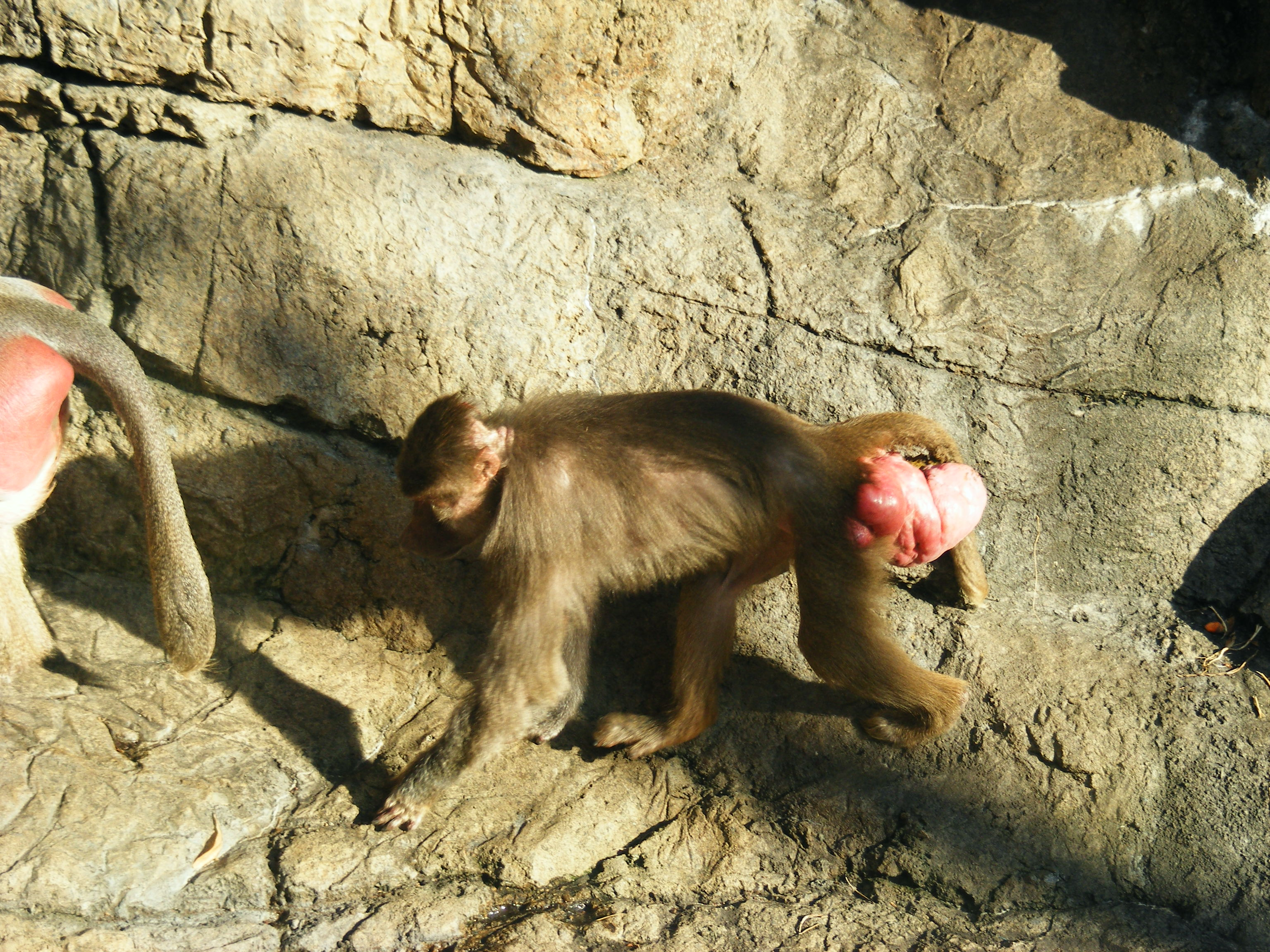
تورم جنسی در بابون همدریا ماده

آماس جنسی (به انگلیسی: Sexual swelling)، پوست جنسی یا برآمدگی تناسلی-مقعدی (Anogenital tumescence) به برآمدگی موضعی مقعد و ناحیه تناسلی در برخی از نخستی‌های ماده اشاره دارد که اندازه آن در طول چرخه قاعدگی متفاوت است. گمان می‌رود که این پدیده یک سیگنال راست‌گرایانه از باروری باشد، نخستی‌های نر جذب این آماس‌ها می‌شوند و ماده‌های دارای بیشترین آماس و برآمدگی را ترجیح می‌دهند و برای آن رقابت می‌کنند.
اگرچه به شدت مورد بررسی قرار گرفته‌است، کارکرد نهایی آماس‌های جنسی ناشناخته باقی مانده‌است. در طول ۵۰ سال گذشته، هشت توضیح اصلی ارائه شده‌است که هر کدام مدعی هستند که کارکرد آماس‌های اغراق‌آمیز را توضیح می‌دهند. با این حال، اعتقاد بر این است که هیچ فرضیه یکسانی برای کارکرد آماس‌های جنسی توضیح داده نمی‌شود. ترکیبی از این نظریه‌ها ممکن است مناسب‌تر باشد. در راستای این ایده‌آل، جدیدترین گزارش دربارهٔ کارکرد آماس‌های جنسی (فرضیه سیگنال‌های درجه‌بندی شده) چندین نظریه موجود را در تلاش برای ارائه گزارش جامع‌تری از آماس‌های جنسی ترکیب می‌کند.